# Unió d'Escriptors de l'Azerbaidjan

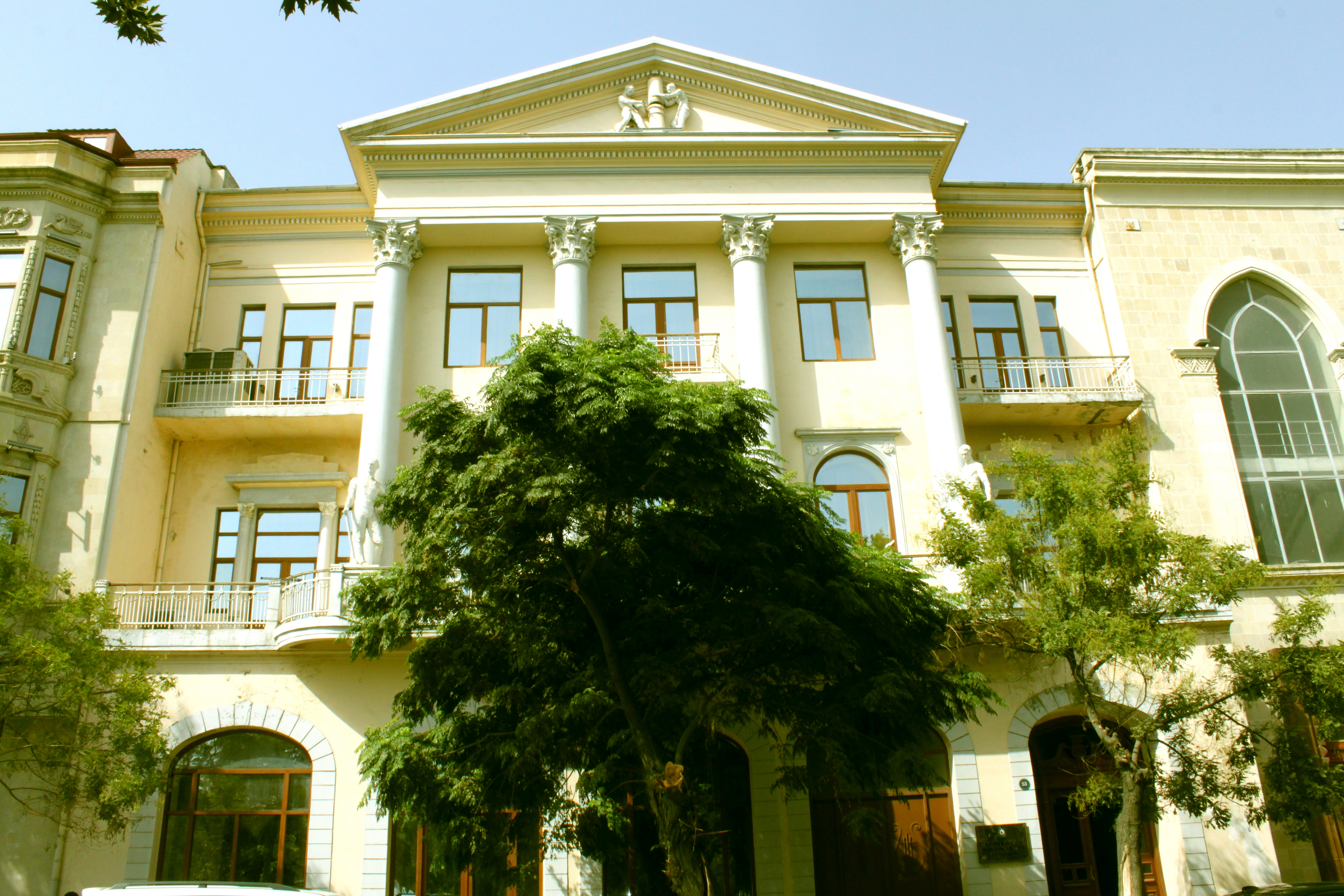
Càmera de la Unió d'Escriptors de l'Azerbaidjan.

La Unió d'Escriptors de l'Azerbaidjan (en àzeri: Azərbaycan Yazıçılar Birliyi) és la major organització pública d'escriptors, poetes i publicistes de l'Azerbaidjan.
Va ser establerta el 13 de juny de 1934 a Bakú. La unió consta de més de 1500 membres. Actualment la unió té les oficines regionals a Gandja, Lenkoran, Mingatxevir, Shaki, Sumqayit, Quba, Qazax i les oficines de representació a Moscou, Geòrgia, Derbent i Istanbul. La Unió d'Escriptors de l'Azerbaidjan és l'organització multiètnica, que els membres escriuen en àzeri, rus, lesguià, talixi, tati i altres llengües.
Actualment el president de la Unió d'Escriptors de l'Azerbaidjan és Anar Rzayev i el secretari, Chingiz Abdullayev.

## Presidents[calcitació]
- Mammadkazim Alakbarli (1934-1936)
- Seyfulla Shamilov (1936-1938)
- Rasul Rza (1938-1939)
- Suleyman Rahimov (1939-1940)
- Samad Vurgun (1941-1944)
- Suleyman Rahimov (1944-1945)
- Samad Vurgun (1945-1948)
- Mirza Ibrahimov (1948-1954)
- Mehdi Huseyn (1958-1965)
- Mirza Ibrahimov (1965-1975)
- Imran Gasimov (1975-1981)
- Mirza Ibrahimov (1981-1986)
- Ismayil Shikhli (1986-1987)
- Anar Rzayev (1987-actualitat)